# Susumu Katsumata (artista de manga)
Susumu Katsumata (勝又 進 Katsumata Susumu?, 27 de diciembre de 1943 – 3 de diciembre de 2007) fue un artista de manga japonés. 

## Biografía
Katsumata nació en Kahoku, Prefectura de Miyagi en 1943. Su padre estaba casado con otra mujer, por lo que creció como un hijo ilegítimo solo con su madre. Nunca conoció a su padre. A temprana edad, su madre murió y su hermana mayor se hizo cargo de él. 
Se graduó de la Universidad de Educación de Tokio con un título en física. También estudió física nuclear en su escuela de postgrado. Debutó en 1966 en la revista de manga alternativa Garo. Fue principalmente activo como dibujante de cómics de cuatro paneles, aunque también ha realizado una serie de cuentos. En 2006 ganó el 35º Gran Premio de la Asociación de Dibujantes de Japón de 500,000 yenes por Red Snow. Este libro es una colección de cuentos, que en conjunto forman un entorno algo coherente. El personaje principal es un niño o un adolescente temprano sin ninguna experiencia sexual, que creció con mujeres mayores. La mayoría de las historias muestran un comportamiento promisorio, avicultura, violencia doméstica, prostitución, violación en un entorno del campo que sufre la mala situación económica, como fue la situación posterior a la Segunda Guerra Mundial en Japón. Los hombres mayores en las historias a menudo son represivos hacia los personajes femeninos, mientras que el personaje principal se pone del lado de las mujeres. 
Después de la publicación japonesa, la editorial francesa Éditions Cornélius comenzó a trabajar en una traducción, pero Katsumata nunca vio el resultado. Katsumata murió de melanoma en Ōta, Tokio, el 3 de diciembre de 2007, a la edad de 63 años. Le sobrevive al menos un hijo, Daichi. Drawn and Quarterly publicó el libro en inglés en 2009 con una entrevista adicional y una breve biografía incluida en el libro para presentar al autor a la audiencia de lectura en inglés. 
En 2018 se publicó un segundo libro en inglés, Fukushima Devil Fish. De nuevo una colección de cuentos. 
Sus cuentos son estilísticos y en temas muy similares a los de Tadao Tsuge, Yoshiharu Tsuge y Yoshihiro Tatsumi. 